# Alexandre Kononov
Pour les articles homonymes, voir Kononov.
Alexandre Terentievitch Kononov (en russe : Алекса́ндр Тере́нтьевич Ко́нонов), né le 25 mars 1895 à Dvinsk et mort le 28 octobre 1957 à Moscou, est un écrivain de littérature d'enfance et de jeunesse soviétique, dont les ouvrages s'inscrivent dans le mouvement de réalisme socialiste soviétique notamment son cycle consacré à Vladimir Lénine et Vassili Tchapaïev.

## Biographie
Kononov naît dans la banlieue de Dvinsk. Orphelin de père très tôt, il est scolarisé dans une école réale (de l'allemand Realschule: établissement d'enseignement secondaire moderne), puis, intègre la faculté juridique de l'université de Pétrograd. Diplômé en 1918, il devient enseignant. Après quelques articles consacrés à l'éducation de la jeunesse parus dans les périodiques, il écrit le roman La Révocation de Méphistophélès. Chronique des événements et des sentiments narrant les exploits de la première étape de Planification en URSS, publié en 1934. 
Il apporte sa contribution au culte de Lénine dans la littérature, le phénomène instauré dès 1924, avec les Récits sur Lénine, recueil d'histoires pour enfants d'âge scolaire paru en 1939. N'ayant jamais rencontré le chef prolétarien il exploite les épisodes connus de sa biographie en commençant par son exil en Sibérie, les rendant accessibles aux tout petits et soulignant les prétendues vertus de son personnage. Le livre devenu un grand classique de littérature soviétique sera édité à plusieurs milliers d'exemplaires tout comme le recueil de son collègue Mikhaïl Zochtchenko écrit en 1940, portant le même titre et destiné au même lectorat. On en retrouve des extraits dans les chrestomathies scolaires pendant les décennies.
En 1941, il devient membre de l'Union des écrivains de l'URSS.
Mort à Moscou, Kononov est inhumé au cimetière de Novodevitchi.

## Œuvres

### Romans
- La Révocation de Méphistophélès. Chronique des événements et des sentiments («Упразднение Мефистофеля. Хроника событий и чувств», 1934)

### Nouvelles
- Karysh («Карыш», 1941)
- Les Jours de Sergueï Glouchkov («Дни Сергея Глушкова» , 1942)
- Dit du cœur fidèle («Повесть о верном сердце»), trilogie :
  - À  la source d'acier («У железного ручья», 1949)
  - Sur la Dvina-Daugava («На Двине — Даугаве», 1952)
  - Les Aubes sur la ville («Зори над городом», 1957)

### Récits
- Le Nom de l'unité («Имя отряда», 1940)
- Récits de Tchapaïev («Рассказы о Чапаеве», 1938)
  - Le Cas de Viazovka («Случай в Вязовке»)
  - L'Automobile rouge («Красный автомобиль»)
  - Les Garçons de Klintsov («Клинцовские ребята»)
  - La Conversation de nuit («Ночной разговор»)
  - Combat («Бой»)
  - Tchapaïonok («Чапаёнок»)
  - Ordonnance de Lénine («Приказ Ленина»)
  - La dernière campagne de Tchapaïev («Последний поход Чапаева»)
  - Conte («Сказка»)
  - Drapeau («Знамя»)
- Récits sur Lénine («Рассказы о Ленине», 1939):
  - Sur la Chouche («На реке Шушь»)
  - Papier de Lénine («Ленинская бумага»)
  - Mois de mai («Май»)
  - Arrestation («Арест»)
  - Le Chemin dangereux («Опасный путь»)
  - À  la maison, en Russie («Домой, в Россию!»)
  - Rencontre («Встреча»)
  - Au mois de juillet («В июле месяце»)
  - Près du lac Razliv («У озера Разлив»)
  - Machiniste du train n°71 («Кочегар поезда №71»)
  - Bais rouges («Красные ягоды»)
  - Sur le pont («На мосту»)
  - À  Smolny («В Смольном»)
  - Le tire d'ennemi («Выстрел врага»)
  - Soubbotnik («Субботник»)
  - Voyage à Kachino («Поездка в Кашино»)
  - Noël à Sokolniki («Ёлка в Сокольниках»)
  - Grand arbre («Большое дерево»)
  - Joli renard («Красивая лиса»)
  - U-127 («У-127»)
  - Le Buste de Lénine («Бюст Ленина»)
  - Monument («Памятник»)